# 사라 벅스턴
세라 벅스턴(Sarah Buxton, 본명: Sarah Galbraith Buxton, 1965년 3월 23일 ~ )은 미국의 배우이다.
새크라멘토군에서 태어났다.

## 출연 작품

### 영화
- 사랑의 코드 (1984, Lovelines)
- 사랑에 눈뜰 때 (1985)
- 회색 도시 (1987)
- 광란증후군 (1988, Primal Rage)
- 나이트메어 비치 (1989)
- 돈 텔 맘 (1991)
- Seeds of Tragedy (1991)
- 스위트 라이프 (1991, Pink Lightning)
- 악동이여 영원하라 (1991, Rock 'n' Roll High School Forever)
- 패스트 겟어웨이 2 (1994)
- 바운드 2 (1996, Listen)
- 투데이 유 다이 (2005)
- 리틀 칠드런 (2006)
- 베드타임 스토리 (2008)
- S러버 (2009)

### 텔레비전
- 더 볼드 앤 더 뷰티풀 (2000-01, 2005)
- CSI: 과학수사대 (2004)
- 우리 생애 나날들 (2004)